# Haplomelitta diversipes
Haplomelitta diversipes är en biart som först beskrevs av Cockerell 1932.  Haplomelitta diversipes ingår i släktet Haplomelitta och familjen sommarbin. Inga underarter finns listade i Catalogue of Life.